# 今泉政喜
今泉 政喜（いまいずみ まさき、1886年〈明治19年〉10月 - 1976年〈昭和51年〉3月12日）は、大正から昭和期の薬剤師、政治家。参議院議員。

## 経歴
佐賀県小城郡小城町（現小城市）で今泉愛助の三男として生まれる。1912年（大正元年）長崎医学専門学校（のち長崎医科大学）薬学科を卒業した。
1921年（大正10年）今泉製薬会社代表社員に就任。その他、佐賀県地方薬品配給社長、全国薬品配給協会監事、佐賀県薬剤師会会長などを務めた。
1947年（昭和22年）4月、第1回参議院議員通常選挙で佐賀県選挙区から日本自由党公認で立候補して当選し（補欠、任期3年）、参議院議員に1期3年在任した。
1965年（昭和40年）秋の叙勲で勲四等に叙され、旭日小綬章を受章する。
1976年（昭和51年）3月12日、死去した。同年4月6日、特旨を以て位記を追賜され、死没日付をもって従五位に叙された。